# جورج إتش. دي. جوسيب
جورج ه. دي. (بالإنجليزية: جورج هتفيلد دينغلي جوسيب) (و. 1841 – 1907 م) هو لاعب شطرنج، وكاتب غير روائي من الولايات المتحدة، والمملكة المتحدة لبريطانيا العظمى وأيرلندا، ولد في نيويورك، توفي في Liphook ‏، عن عمر يناهز 66 عاماً ، بسبب أمراض القلب.